# Distriktsrabbinat Ansbach
Das Distriktsrabbinat Ansbach entstand nach den Vorschriften des bayerischen Judenedikts von 1813 in Ansbach, einer Stadt im nördlichen Bayern. Vorgänger war in markgräflich-ansbachischer Zeit und unter preußischer Hoheit ein bestehendes Rabbinat.

## Vorläufer
Markgraf Carl Alexander erließ 1759 eine Judenordnung für seine Herrschaft. Es wurde ein Oberrabbinat in Schwabach festgelegt, ferner gab es Landrabbiner in Ansbach, Crailsheim, Feuchtwangen, Fürth, Gunzenhausen, Mainbernheim und in Treuchtlingen, ihnen unterstanden die religiösen Angelegenheiten. Rabbiner und Barnosse regelten die Rechtspflege zwischen den Juden. Der Oberbarnoß hatte seinen Sitz in Ansbach, weitere Barnosse gab es in Feuchtwangen, Gunzenhausen, Mainbernheim, Schwabach, Thalmässing, Uffenheim und Wassertrüdingen. Der Oberbarnoß oder Judenmeister war der Vorsteher der Gesamtjudengemeinde der Markgrafschaft Ansbach, der in Steuersachen Beamtenbefugnisse hatte und zugleich Vorsitzender des Judengerichts, er hatte etwa die Stellung eines Bürgermeisters inne. Neben ihm standen die Barnosse in den einzelnen Gemeinden, mit entsprechenden Befugnissen. Die Rabbiner waren damals von der Gemeinde berufene Lehrer und Prediger, dazu auch Richter, die in wichtigen Fällen von Beisitzern unterstützt wurden. Weiters waren zwei Kassiere, ein Landschreiber und ein Landbote angestellt.

## Aufgaben
Die Aufgaben umfassten Beratungen über Schulangelegenheiten, die Verwaltung von Stiftungen und die Verteilung von Almosen. Zur Finanzierung der Distriktsrabbinate wurden Umlagen von den einzelnen jüdischen Gemeinden bezahlt.

## Gemeinden des Distriktsrabbinats
Im 19. Jahrhundert:
- Jüdische Gemeinde Altenmuhr (ab 1845, zuvor beim Distriktsrabbinat Gunzenhausen)
- Jüdische Gemeinde Colmberg
- Jüdische Gemeinde Cronheim
- Jüdische Gemeinde Egenhausen
- Jüdische Gemeinde Ellingen (nach Auflösung des Bezirksrabbinats Ellingen)
- Jüdische Gemeinde Ermetzhofen
- Jüdische Gemeinde Feuchtwangen (von 1841 bis 1872 zum Distriktsrabbinat Schopfloch gehörig)
- Jüdische Gemeinde Heidenheim
- Jüdische Gemeinde Hüttenbach (seit Juli 1932)
- Jüdische Gemeinde Jochsberg
- Jüdische Gemeinde Obernzenn
- Jüdische Gemeinde Roth
- Jüdische Gemeinde Schopfloch (von 1841 bis 1872 als Distriktsrabbinat Schopfloch eigenständig)
- Jüdische Gemeinde Uffenheim (seit 1880, vorher Distriktsrabbinat Welbhausen)
- Jüdische Gemeinde Weigenheim
- Jüdische Gemeinde Welbhausen (seit 1880, vorher Distriktsrabbinat Welbhausen)
- Jüdische Gemeinde Wittelshofen (ab 1897)

Die Zugehörigkeit zum Distriktsrabbinat hat im Laufe der Jahrzehnte immer wieder Veränderungen erfahren. 1922 waren die Gemeinden  Mönchsroth und Wassertrüdingen zum Rabbinat Ansbach gekommen. Nach Auflösung des Distriktsrabbinats Schwabach folgten im Juli 1932 die Gemeinden Forth, Hüttenbach, Ottensoos und Schwabach. Zum Distriktsrabbinat Ansbach gehörten 1933 noch insgesamt 20 Gemeinden der Umgebung. (nach: alemannia judaica)

## Distriktsrabbiner
- 1793 bis 1835: Moses Hochheimer (* 1755 in Veitshöchheim; gest. 1835 in Ansbach)
- 1835 bis 1841: Jacob Oberdorfer (* 1807 in Wallerstein; gest. 1884 in Oberdorf), Rabbinatsverweser
- 1841 bis 1893: Aaron Bär Grünbaum (* 1812 in Gunzenhausen; gest. 1893 in Ansbach)
- 1894 bis 1915: Pinchas Kohn (* 1867 in Kleinerdlingen; gest. 12. Juli 1941 in London)
- 1915 bis 1917: Chaim Heinrich Cohn (* 1889 in Basel; gest. 1966 in London),  Rabbinatsverweser
- 1917 bis 1925: David Brader (* 1879 in Ichenhausen)
- 1926 bis 1937: Eli Munk (* 1900 in Paris; gest. 1980 in New York).
- 1937 bis 1939: Pinchas Kohn (s. oben)